# せいとく介護こども福祉専門学校
せいとく介護こども福祉専門学校（せいとくかいごこどもふくしせんもんがっこう）は、北海道札幌市中央区に所在する専門学校である。当初は浄土真宗本願寺派本願寺札幌別院が経営していたが、現在は学校法人成徳学園が運営している。

## 沿革
- 1917年 本願寺札幌別院により成美女学校として開学
- 1928年 家事専攻科を開設。成徳女学校に校名変更
- 1941年 タイプライター科を開設
- 1946年 札幌市中央区南11条西11丁目に新校舎建設
- 1947年 北海奨学会が運営主体となる
- 1951年 学校法人札幌学院大学が運営主体となる
- 1955年 各種学校の認可を受け、成徳専門学校に校名変更
- 1963年 現在地に校地移転
- 1964年 学校法人となる
- 1978年 ビジネス科を開設。成徳ビジネス専門学校に校名変更
- 1985年 社会福祉実務科を開設
- 1986年 成徳ビジネス社会福祉専門学校に名称変更
- 1987年 社会福祉実務科を社会福祉主事科に改称
- 1988年 介護福祉科を開設
- 1989年 札幌社会福祉専門学校に校名変更
- 1993年 社会福祉主事科を保母福祉科に改称
- 1995年 保母福祉科を保育福祉科に改称
- 2013年 近畿大学豊岡短期大学通信教育課程の学習サポート校となり、保育福祉科をこども福祉科に改称
- 2015年 現校名に改称

## 学生生活
- 7月にせいとく夏祭り（学校祭）を開催。12月に球技大会、3月に卓球大会を毎年実施。2月にオペレッタ公演をしている。
- 学食は無く、校内に宅配弁当サービス企業が昼休み時間帯に販売に来ている。

## 学校関係者
創立関係者
- 大谷光瑞
- 九条武子

理事長
- 地崎宇三郎 (三代)：初代、1963年～1976年
- 加藤亨[1]：代行、1976年～1978年
- 加藤亨：2代、1978年～2005年
- 高田研司：3代、2005年～

学校長
- 垂永昌亮：初代
- 小林栄閣：2代
- 印山法電：3代
- 長尾雲龍：4代
- 金松三直：5代
- 本多周三：6代
- 宇野本空：７代
- 北畠玄融：8代・11代
- 武岳順靜：9代
- 根津宗雄：10代
- 山田幸太郎：12代
- 宮脇富：13代
- 土屋四郎：14代
- 安斎敏子：15代
- 岩井あや：16代
- 加藤亨[2]：17代
- 高田研司[3]：18代
- 野村昌昭：19代

教員
- 鶴岡トシ（元教諭、北海道栄養短期大学初代学長）
- 金巻賢字（加藤亨の招聘により講師を務めた）
- 阿部利雄（加藤亨の招聘により講師を務めた）
- 横川義雄（加藤亨の招聘により講師を務めた）
- 狩野陽（元招聘講師）
- 中村和彦 (社会福祉学者)（元教諭）
- 米本秀仁（元客員講師）

## 設置学科
- こども福祉科
- 介護福祉科

### かつてあった設置学科
- 家事専攻科
- タイプライター科
- ビジネス科

## 所在地
- 〒064-0811  北海道札幌市中央区南11条西8丁目2-47

最寄り駅は、札幌市営地下鉄中島公園駅から徒歩10分

## 駐
1. ↑  札幌市議会議員
2. ↑  理事長兼任
3. ↑  理事長兼任